# Attraktioner i Cornwall
Dette er en liste med attraktioner i det engelske county Cornwall. Countiet udgør den sydøstligste del af England og det består af en halvø med store hedeområder, hundredevis af sandstrande og landets vestligste spids; Land's End. Sydkysten, kaldet Cornish Riviera, har flere maleriske havnebyer, som bl.a. Fowey og Falmouth. Nordkysten har mange høje klipper og badebyer som Newquay, der er kendt som godt surfområde.

## Liste
| - Barbara Hepworth Museum - Bodmin and Wenford Railway - Bodmin Moor - Bodmin Parish Church - Cardinham Woods - Carn Euny - Carn Leskys - Carrick Roads - Castle An Dinas - Cheesewring - Chûn Castle - Chûn Quoit - Chysauster Ancient Village - Commando Ridge, Bosigran - Cornish Seal Sanctuary, Gweek - Cotehele - Ding Dong mines - Eden Project - Geevor Tin Mine - Godrevy Island - Goonhilly Downs - Helston Railway Preservation Company - The Hurlers - Kynance Cove - Land's End - Lanhydrock House - Lanyon Quoit - Lappa Valley Steam Railway - Levant Steam Engine - Looe - Looe Island - Leach Pottery - The Lizard - Loe Pool - Logan Rock - Lost Gardens of Heligan | - Madron Well and Madron Well Chapel - Mên-an-Tol - Mevagissey - Minack Theatre - Mousehole - Mullion Cove - Newlyn Art Gallery - National Maritime Museum Cornwall - Paradise Park, Cornwall - Pencarrow - Pendennis Castle - Penlee House - Poldhu - Polperro - Museum of Submarine Telegraphy - Restormel Castle - River Fowey - River Looe - Roseland Peninsula - Rough Tor - Royal Cornwall Museum - South Crofty - South West Coast Path - St Germans Priory - St Mawes Castle - St Michael's Mount - Talland Bay - Tate St. Ives - Tehidy Country Park - Tintagel Castle - Trelissick Garden - Trencrom Hill Fort - Tresco Abbey Gardens - Trinity House National Lighthouse Museum - Truro Cathedral |